# Молодий Ахмед
«Молодий Ахмед» (фр. Le Jeune Ahmed) — бельгійсько-французький драматичний фільм 2019 року, поставлений режисерами Люк та Жаном-П'єром Дарденнами. Світова прем'єра стрічки відбулася 20 травня 2019 року на 72-му Каннському міжнародному кінофестивалі, де вона брала участь в основній конкурсній програмі у змаганні за Золоту пальмову гілку та отримала Приз за найкращу режисуру .

## Сюжет
Історія 13-річного бельгійського підлітка Ахмеда, який планує вбивство вчителя згідно екстремістським інтерпретаціям Корану…

## У ролях
| • Ідір Бен Адді  | … | Ахмед |
| • Олів'є Бонно   | … |       |
| • Мірієм Ахеддіу | … |       |
| • Вікторія Блюк  | … |       |
| • Клер Бодсон    | … |       |
| • Отман Мумен    | … |       |
| • Амель Бенаїсса | … | Лубна |
| • Карим Шиаб     | … |       |
| • Маріон Лорі    | … | юрист |

## Знімальна група
- Автори сценарію — Люк Дарденн, Жан-П'єр Дарденн
- Режисер-постановники — Люк Дарденн, Жан-П'єр Дарденн
- Продюсери — Жан-П'єр Дарденн, Люк Дарденн, Дені Фрейд
- Виконавчий продюсер — Дельфін Томсон
- Асоційовані продюсери — Арлетта Зільберберг, Тангю Декейсер
- Оператор — Крістін Пленю
- Монтаж — Марі-Елен Дозо
- Художник-постановник — Ігор Габріель
- Художник-костюмер — Майра Рамедан Леві

## Нагороди та номінації
| Список нагород та номінацій  | Список нагород та номінацій | Список нагород та номінацій | Список нагород та номінацій | Список нагород та номінацій | Список нагород та номінацій |
| Кінофестиваль/Кінопремія     | Рік                         | Категорія                   | Номінант(и)                 | Результат                   | Дж                          |
| ---------------------------- | --------------------------- | --------------------------- | --------------------------- | --------------------------- | --------------------------- |
| 72-й Каннський кінофестиваль | 2019                        | Золота пальмова гілка       | Молодий Ахмед               | Номінація                   |                             |
| 72-й Каннський кінофестиваль | 2019                        | Найкраща режисура           | Жан-П'єр та Люк Дарденни    | Перемога                    | [ 3 ]                       |